# Campionati del mondo di triathlon long distance del 2016
I Campionati del mondo di triathlon long distance del 2016 (XXIII edizione) si sono tenuti a Oklahoma City negli Stati Uniti d'America, in data 24 settembre 2016.
Tra gli uomini ha vinto il francese Sylvain Sudrie, mentre la gara femminile è andata alla britannica Jodie Swallow.

## Risultati

### Élite uomini
| Pos. | Pos.                     | Paese         | Nuoto    | Bici     | Corsa    | Totale   |
| ---- | ------------------------ | ------------- | -------- | -------- | -------- | -------- |
|      | Sylvain Sudrie           | Francia       | 00:57:03 | 02:57:53 | 02:03:23 | 05:59:46 |
|      | Cyril Viennot            | Francia       | 01:05:07 | 02:55:00 | 02:00:01 | 06:02:11 |
|      | Matt Chrabot             | Stati Uniti   | 01:00:14 | 03:03:47 | 02:00:08 | 06:06:13 |
| 4    | Giulio Molinari          | Italia        | 00:59:53 | 02:59:46 | 02:06:00 | 06:07:22 |
| 5    | Cody Beals               | Canada        | 01:08:06 | 02:58:07 | 02:00:35 | 06:08:17 |
| 6    | Craig Alexander          | Australia     | 00:59:59 | 03:04:58 | 02:06:14 | 06:12:57 |
| 7    | Miguel Angel Fidalgo     | Spagna        | 00:59:58 | 00:00:00 | 02:07:41 | 06:14:38 |
| 8    | Samuel Betten            | Australia     | 00:57:02 | 03:03:27 | 02:13:00 | 06:15:01 |
| 9    | Davide Giardini          | Stati Uniti   | 00:56:47 | 03:02:23 | 02:21:41 | 06:22:28 |
| 10   | Dylan Mcneice            | Nuova Zelanda | 00:56:47 | 03:05:33 | 02:18:24 | 06:22:42 |
| 11   | Paul Ambrose             | Australia     | 01:05:53 | 03:00:23 | 02:15:04 | 06:22:59 |
| 12   | Taylor Reid              | Canada        | 01:06:43 | 03:05:43 | 02:09:45 | 06:23:39 |
| 13   | Ivan Kalashnikov         | Russia        | 00:59:55 | 03:25:10 | 02:05:31 | 06:32:14 |
| 14   | Jarrod Shoemaker         | Stati Uniti   | 01:00:04 | 03:28:04 | 02:05:19 | 06:35:17 |
| 15   | Sean Donnelly            | Germania      | 00:59:53 | 03:05:00 | 02:34:00 | 06:40:45 |
| 16   | Elliot Holtman           | Canada        | 01:06:31 | 03:10:58 | 02:28:07 | 06:47:24 |
| 17   | Kuniaki Takahama         | Giappone      | 01:03:32 | 03:46:30 | 02:10:12 | 07:02:02 |
| 18   | Rafael Ribeiro Goncalves | Brasile       | 00:56:47 | 03:15:35 | 02:50:50 | 07:05:06 |
| 19   | Natham Killam            | Canada        | 01:17:39 | 03:10:15 | 02:39:33 | 07:09:11 |
| 20   | Elmar Heger              | Germania      | 01:10:59 | 03:15:07 | 02:45:13 | 07:14:31 |
| 21   | Nikolay Yaroshenko       | Russia        | 00:59:55 | 03:25:26 | 02:55:35 | 07:23:02 |
| 22   | Shigenobu Ikegata        | Giappone      | 01:09:06 | 03:32:36 | 02:46:45 | 07:30:19 |
| 23   | Noriyuki Akiba           | Giappone      | 01:17:58 | 03:43:07 | 02:32:37 | 07:36:29 |
| 24   | Hector Fonseca           | Costa Rica    | 01:37:52 | 03:41:05 | 02:36:04 | 07:56:49 |

### Élite donne
| Pos. | Pos.              | Paese       | Nuoto    | Bici     | Corsa    | Totale   |
| ---- | ----------------- | ----------- | -------- | -------- | -------- | -------- |
|      | Jodie Swallow     | Regno Unito | 01:03:31 | 03:15:50 | 02:15:52 | 06:37:11 |
|      | Caroline Steffen  | Svizzera    | 01:05:58 | 03:17:46 | 02:19:08 | 06:44:40 |
|      | Rachel Mcbride    | Canada      | 01:15:34 | 03:19:48 | 02:18:07 | 06:56:05 |
| 4    | Annie Thorén      | Svezia      | 01:05:03 | 03:18:15 | 02:33:55 | 06:59:05 |
| 5    | Emily Cocks       | Stati Uniti | 01:13:35 | 03:31:06 | 02:13:18 | 06:59:43 |
| 6    | Kelly Williamson  | Stati Uniti | 01:14:06 | 03:39:36 | 02:09:22 | 07:05:06 |
| 7    | Lesley Smith      | Stati Uniti | 01:21:00 | 03:31:37 | 02:12:05 | 07:07:17 |
| 8    | Skye Moench       | Stati Uniti | 01:21:00 | 03:26:47 | 02:20:23 | 07:10:52 |
| 9    | Catherine Jameson | Regno Unito | 01:04:34 | 03:21:34 | 02:53:43 | 07:21:47 |
| 10   | Maria Pujol       | Spagna      | 01:11:21 | 03:44:29 | 02:29:13 | 07:26:57 |
| 11   | Hanna Maksimava   | Bielorussia | 01:19:49 | 03:44:26 | 02:25:07 | 07:31:04 |
| 12   | Jenny Fletcher    | Canada      | 01:20:58 | 03:37:33 | 02:39:45 | 07:40:48 |
| 13   | Lauren Capone     | Stati Uniti | 01:16:47 | 04:09:12 | 02:25:18 | 07:54:23 |
| 14   | Isabelle Rouleau  | Canada      | 01:20:37 | 04:01:17 | 02:33:38 | 07:58:34 |
| 15   | Kathy Rakel       | Stati Uniti | 01:17:54 | 03:33:13 | 03:11:26 | 08:04:40 |